# Jaap van der Leck
Jaap van der Leck (Oudshoorn, 10 settembre 1911 – Tilburg, 18 novembre 2000) è stato un allenatore di calcio olandese.

## Carriera
Tra il 12 giugno 1949 ed il 30 maggio 1954 ha allenato la nazionale olandese. In seguito ha allenato anche diverse squadre della massima serie olandese, tra cui Feyenoord (con cui è stato finalista perdente di Coppa d'Olanda nel 1957), Heracles Almelo e Willem II, con cui ha vinto il campionato di seconda serie nel 1965.

## Palmarès

### Allenatore

#### Competizioni nazionali
- Eerste Divisie: 2

Heracles Almelo: 1961-1962
Willem II: 1964-1965